# Okręg wyborczy Newcastle upon Tyne Central
Okręg wyborczy Newcastle upon Tyne Central powstał w 1918 r. i wysyła do brytyjskiej Izby Gmin jednego deputowanego. Okręg jest położony niedaleko centrum miasta Newcastle.

## Deputowani do brytyjskiej Izby Gmin z okręgu Newcastle upon Tyne Central
- 1918–1922: George Renwick
- 1922–1931: Charles Trevelyan, Partia Pracy
- 1931–1945: Arthur Denville, Partia Konserwatywna
- 1945–1951: Lyall Wilkes, Partia Pracy
- 1951–1976: Edward Short, Partia Pracy
- 1976–1983: Harry Cowans, Partia Pracy
- 1983–1987: Piers Merchant, Partia Konserwatywna
- 1987 –: Jim Cousins, Partia Pracy